# Clarksdale (Illinois)
Pour les articles homonymes, voir Clarksdale.
Clarksdale est un secteur non constitué en municipalité du comté de Christian en Illinois.